# Paul Jackson
Paul Jackson (født 28. marts 1947 i Oakland i Californien, død 18. marts 2021) var en amerikansk elbassist.
Jackson kom frem med Herbie Hancocks Headhunters, en gruppe som kom frem i midten af 1970erne, og spillede en fusion af jazz/funk/soul musik. Han medvirkede på Hancocks stilskabende album Head Hunters fra 1973.
Han var en stilskaber på bassen, og sammen med Harvey Mason og især Mike Clark, skabte han en ny måde at spille grooves på.
Han indspillede album i eget navn og med Mike Clarke med flere. 